# Chicago-Marathon 1996
| 19. Chicago-Marathon    | 19. Chicago-Marathon        |
| ----------------------- | --------------------------- |
| Stadt                   | Chicago, Vereinigte Staaten |
| Datum                   | 20. Oktober 1996            |
| Distanz                 | 42,195 Kilometer            |
| Sieger                  |                             |
| Männer                  | Paul Evans (2:08:52 h)      |
| Frauen                  | Marian Sutton (2:30:41 h)   |
| ← Chicago-Marathon 1995 | Chicago-Marathon 1997 →     |
| Website                 | Offizielle Website          |

Der Chicago-Marathon 1996 (offiziell: LaSalle Bank Chicago-Marathon 1996) war die 19. Ausgabe der jährlich stattfindenden Laufveranstaltung in Chicago, Vereinigte Staaten. Der Marathon fand am 20. Oktober 1996 statt.
Bei den Männern gewann Paul Evans in 2:08:52 h, bei den Frauen Marian Sutton in 2:30:41 h.

## Ergebnisse

### Männer
| Platz | Athlet            | Land                   | Zeit (h) |
| ----- | ----------------- | ---------------------- | -------- |
| 01    | Paul Evans        | Vereinigtes Königreich | 2:08:52  |
| 02    | Jerry Lawson      | Vereinigte Staaten     | 2:10:04  |
| 03    | Leonid Shvetsov   | Russland               | 2:10:23  |
| 04    | Eamonn Martin     | Vereinigtes Königreich | 2:11:21  |
| 05    | Gary Staines      | Vereinigtes Königreich | 2:11:25  |
| 06    | Jackson Kabiga    | Kenia                  | 2:11:44  |
| 07    | Carlos Bautista   | Mexiko                 | 2:12:18  |
| 08    | Luis Reyes        | Mexiko                 | 2:13:04  |
| 09    | Eddy Hellebuyck   | Belgien                | 2:13:19  |
| 10    | Antonio Rodríguez | Portugal               | 2:13:27  |

### Frauen
| Platz | Athletin          | Land                   | Zeit (h) |
| ----- | ----------------- | ---------------------- | -------- |
| 01    | Marian Sutton     | Vereinigtes Königreich | 2:30:41  |
| 02    | Kristy Johnston   | Vereinigte Staaten     | 2:31:06  |
| 03    | Danuta Bartoszek  | Kanada                 | 2:33:01  |
| 04    | Gitte Karlshoj    | Dänemark               | 2:33:53  |
| 05    | Irina Bogatschowa | Kirgisistan            | 2:34:36  |
| 06    | Bonnie McReynolds | Vereinigte Staaten     | 2:39:18  |
| 07    | Debbie Kilpatrick | Vereinigte Staaten     | 2:39:23  |
| 08    | Päivi Tikkanen    | Finnland               | 2:39:36  |
| 09    | Ritva Lemettinen  | Finnland               | 2:42:00  |
| 10    | Sharon Stubler    | Vereinigte Staaten     | 2:42:39  |